# Agelenopsis oklahoma
Agelenopsis oklahoma es una especie de araña del género Agelenopsis, familia Agelenidae. Fue descrita científicamente por Gertsch en 1936.
Se distribuye por Canadá y los Estados Unidos. La especie se mantiene activa entre mayo y diciembre.